# Quận Dade, Missouri
Quận Dade là một quận thuộc tiểu bang Missouri, Hoa Kỳ. Theo điều tra dân số năm 2000 của Cục điều tra dân số Hoa Kỳ, quận có dân số 7923 người 2. Quận lỵ đóng ở Greenfield 6

## Địa lý
Theo Cục điều tra dân số Hoa Kỳ, quận có tổng diện tích 506 dặm vuông Anh (1.310,5 km2), trong đó có 16 dặm vuông Anh (41,4 km2) là diện tích mặt nước.

### Xa lộ
- U.S. Route 160
- Route 39
- Route 97

### Quận giáp ranh
- Cedar County  (bắc)
- Polk County  (đông bắc)
- Greene County  (đông nam)
- Lawrence County  (nam)
- Jasper County  (tây nam)
- Quận Barton (tây)

## Thông tin nhân khẩu
Theo điều tra dân số 2 năm 2000, quận đã có dân số 7.923 người, 3.202 hộ gia đình, và 2.276 gia đình sống trong quận hạt. Mật độ dân số là 16 người trên một dặm vuông (6/km ²). Có 3.758 đơn vị nhà ở mật độ trung bình của 8 trên một dặm vuông (3/km ²). Cơ cấu dân tộc của cư dân sinh sống ở quận này bao gồm 97,45% người da trắng, 0,27% da đen hay Mỹ gốc Phi, 0,71% người Mỹ bản xứ, 0,14% châu Á, Thái Bình Dương 0,05%, 0,19% từ các chủng tộc khác, và 1,20% từ hai hoặc nhiều chủng tộc. 0,85% dân số là người Hispanic hay Latino thuộc một chủng tộc nào.
Có 3.202 hộ, trong đó 29,10% có trẻ em dưới 18 tuổi sống chung với họ, 61,30% là đôi vợ chồng sống với nhau, 6,50% có một chủ hộ nữ và không có chồng, và 28,90% là không lập gia đình. 26,50% hộ gia đình đã được tạo ra từ các cá nhân và 14,70% có người sống một mình 65 tuổi hoặc cao tuổi hơn. Cỡ hộ trung bình là 2,44 và cỡ gia đình trung bình là 2,93.
Trong quận này cơ cấu độ tuổi dân cư bao gồm 24,30% dưới độ tuổi 18, 6,80% 18-24, 24,10% 25-44, 24,40% từ 45 đến 64, và 20,30% từ 65 tuổi trở lên. Độ tuổi trung bình là 42 năm. Đối với mỗi 100 nữ có 95,90 nam giới. Đối với mỗi 100 nữ 18 tuổi trở lên, đã có 92,50 nam giới.
Thu nhập trung bình cho một hộ gia đình trong đã đạt mức USD 29.097, và thu nhập trung bình cho một gia đình là USD 33.651. Phái nam có thu nhập trung bình USD 26.092 so với 18.464 USD của phái nữ. Thu nhập bình quân đầu người là 14.254 USD. Có 9,30% gia đình và 13,40% dân số sống dưới mức nghèo khổ, bao gồm 17,10% những người dưới 18 tuổi và 13,10% của những người 65 tuổi hoặc hơn.